# Арита (посёлок)
Арита (яп. 有田町 Арита-тё:) — посёлок в Японии, находящийся в уезде Нисимацуура префектуры Сага. Площадь посёлка составляет 65,80 км², население — 20 174 человека (1 августа 2014), плотность населения — 306,60 чел./км². Крупный керамический центр, в котором появился свой собственный стиль керамики.

## Географическое положение
Посёлок расположен на острове Кюсю в префектуре Сага региона Кюсю. С ним граничат города Имари, Такео, Сасебо и посёлок Хасами.

## Население
Население посёлка составляет 20 174 человека (1 августа 2014), а плотность — 306,60 чел./км². Изменение численности населения с 1980 по 2005 годы:
| 1980 | 23 495 чел. |  |
| 1985 | 23 798 чел. |  |
| 1990 | 23 413 чел. |  |
| 1995 | 22 818 чел. |  |
| 2000 | 22 314 чел. |  |
| 2005 | 21 570 чел. |  |

## Символика
Деревом посёлка считается гинкго, цветком — цветок сакуры.